# Vancouver Royals
El Vancouver Royal Canadians fou un club de futbol canadenc de la ciutat de Vancouver.
Va jugar a les lligues United Soccer Association (USA) i North American Soccer League (NASL).
La USA era formada per equips europeus importats i el Vancouver era en realitat el Sunderland A.F.C.. Quan el 1967 es fusionaren USA i National Professional Soccer League per formar la NASL, la franquícia San Francisco Golden Gate Gales fou comprada per Vancouver Royal Canadians que formaren el club Vancouver Royals.

## Entrenadors
- Ian McColl (1967)
- Ferenc Puskás, (1968)
- Joe Csabai, Assistent (1968)

## Temporades
| Temporada | Temporada regular | Temporada regular | Temporada regular | Temporada regular | Temporada regular | Temporada regular | Temporada regular | Temporada regular | Posició | Posició | Playoffs         | Copa | Màxim golejador | Màxim golejador | Màxim golejador |
| Temporada | Lliga             | PJ                | PG                | PP                | PE                | GF                | GC                | Pts               | Div.    | Total   | Playoffs         | Copa | Jugador         | Gols            |                 |
| --------- | ----------------- | ----------------- | ----------------- | ----------------- | ----------------- | ----------------- | ----------------- | ----------------- | ------- | ------- | ---------------- | ---- | --------------- | --------------- | --------------- |
| 1967      | USA               | 12                | 3                 | 5                 | 4                 | 20                | 28                | 11                | 5è      | 9è      | No es classificà | —    | George Herd     | 3               |                 |
| 1968      | NASL              | 32                | 12                | 5                 | 15                | 51                | 60                | 136               | 4t      | 13è     | No es classificà | —    | Henry Klein     | 20              |                 |